# 李嗣昭
李嗣昭（9世纪—922年5月23日），本名韓進通，字益光。汾州太谷縣人。後唐太祖李克用的养子，亦有养侄及年长亲子的说法。

## 身世
李克用出猎，落脚一韩姓农家，发现周围树林之中鬱鬱有气，非常奇怪，便叫来主人询问。主人回答说家中刚生下一子。李克用以为此子有富贵气象，就买下婴儿，让其弟李克柔养以为子。李嗣昭短小精悍，年輕時好飲酒，克用命其戒酒，遂終身不飲。李克用看中李嗣昭谨慎笃厚的性格，任命他为为衙内指挥使。

## 李克用时期
乾宁三年（896年），王珙在李茂贞、韩建支持下与王珂争护国军节度使位。李克用派李嗣昭出兵支援自己的女婿王珂。李嗣昭率军击败王珙，之后又在胡壁堡击败朱温派来的援军。
光化元年（898年）十二月，李克用麾下的潞州统帅薛志勤去世，李罕之乘其丧期，从泽州（治今山西晋城）率军直入潞州，自称留后，并降梁。李嗣昭引兵讨伐李罕之，袭取泽州，抓获李罕之的家眷，将他们送往太原。
光化二年（899年），朱温遣军攻取泽州，入据潞州，李嗣昭在含口大败梁军，擒获梁将蔡延恭，升任蕃汉马步都指挥使。之后李嗣昭进抵潞州城下，并命李存质、李嗣本率部攻取天井关（在今山西晋城西南），收复了泽州。当时，潞州守将贺德伦、张归厚闭城不战。李嗣昭派铁骑日夜环城巡逻，使得梁军无法出城刍牧。梁军因粮草将尽，最后只得放弃潞州。 晋军由此夺回潞州，重新控制了昭义镇。
光化三年（900年）幽州节度使刘仁恭因梁军犯境，向李克用求救。李克用命李嗣昭攻打邢州、洺州，以牵制梁军。李嗣昭出兵山东，攻取洺州，朱温亲自率军迎战，并派葛从周在青山口设伏。李嗣昭听闻对面是朱温便开始退兵，结果遭遇葛从周伏兵大败。
天复元年（901年），梁军攻破河中府，擒获王珂，尽取河中镇所属州县，而后大举进击河东。当时，梁军兵分四路，氏叔琮出太行，葛从周出土门，张归霸出马岭关，侯言出阴地关。魏博都将张文恭、定州刺史王处直亦出兵助战。六路大军合击太原。泽州刺史李存璋弃城而逃，汾州刺史李瑭叛附梁军，潞州、辽州、承天军等地皆被梁军攻取。随即梁军开始围攻太原。李克用亲自上城指挥，并趁大雨连绵，命李嗣昭、李嗣源等不时于夜间出击，袭杀梁军。当时，梁军粮草供给不足，军中又出现瘟疫，朱温只得命诸军撤退。李嗣昭趁机夺回汾州，斩杀李瑭。李嗣昭随后兵出阴地，攻入河中镇，连取慈州（治今山西吉县）、隰州（治今山西隰县）。当时，朱温正发动凤翔之战，以争夺对唐昭宗的控制。李克用遂趁机攻打朱温。李嗣昭自沁州（治今山西沁源）直趋晋州（治今山西临汾） ，在晋州大败梁军。他随后与周德威进攻蒲县，但却因兵力不足被氏叔琮击败。李克用派李存信支援李嗣昭，再败。梁军再次围攻太原，并乘胜夺回慈、隰、汾三州。李克用面对这样的局面非常惊慌，计划逃往云州，而李存信则建议逃往契丹，李嗣昭力劝乃止。之后，李嗣昭趁夜色出奇兵袭击梁军，梁军退去，李嗣昭重夺慈、隰、汾三州。这一年，晋军外失强援，内亡诸州，太原被两次围困，最终得以保全，李嗣源立下大功。
天祐三年（906年）李嗣昭同周德威攻下潞州，守将丁会投降。天祐四年六月，梁将李思安率军十万来攻，并在潞州城外修筑夹寨围困。朱温派人劝降，李嗣昭斩杀使者，闭城拒守。天祐五年二月，李克用病故。五月，继位不久的李存勖利用梁军懈怠之机，攻破夹寨。

## 李存勖时期
天祐十五年（918年），胡柳陂之战中，周德威战死，李存勖惊惧之下打算撤兵。李嗣昭劝谏说：“梁军既然获胜，肯定一心想收军回营。如果此时我们撤退，那么等他们休整完毕，我们就抵挡不了了。现在应该派出精骑骚扰敌人，等他们疲惫时我们趁机进攻。”当时梁军已经登上无石山。李存勖命李嗣昭从山北包抄，自己亲率銀枪正面应敌。晋军快速登山后，梁军撤退到山下。李存勖借机从山上俯攻，李嗣昭发动侧袭，梁军大败。
此战后，由于幽州节度使周德威战死，李嗣昭暂代数月。之后李绍宏前来接任时，幽州军民都号哭着不让李嗣昭走。李嗣昭只好在夜间偷偷离开。
天祐十九年（922年），李存勖在望都被契丹包圍，晉軍出入多次，尚不能解，李嗣昭率三百骑兵突围救出李存勖。四月二十四日，李嗣昭替换进攻不力的阎宝攻打鎮州张文礼時，在扫荡游兵时头部中箭，李嗣昭忍痛拔箭后回射杀死敌兵，返回营地当夜即去世。
李存勖即位后，追赠李嗣昭太师、陇西郡王。

## 诸子
李嗣昭有子七人，前六子长子李继俦，后依次是李继韬、李继忠、李继能、李继袭、李继远都为夫人杨氏所生。杨氏善于理财经商，积累大量财富，当年潞州夹寨之围就是靠她资助才坚持下去。
李继俦性格懦弱，次子李继韬关押长兄自立。当时李存勖正与梁军相持，无瑕过问，便暂时任命李继韬为昭义军留后。李继韬信任手下魏琢、申蒙，这些人教唆李继韬谋反，李继韬犹豫不决。恰逢李存勖在魏州召监军张居翰、节度判官任阛问事，李继韬、魏琢等人便以为李存勖将对他们不利，便派自己的弟弟李继远叛逃到梁。梁末帝当即拜李继韬为同中书门下平章事。但几个月后，唐灭梁，李继韬打算投奔契丹，尚未出发时听闻大赦，便随自己的母亲前往京师谢罪。李继远劝他说：“你身为臣子谋反，怎么还能去面见天子。潞州城坚，粮食储备充裕，不如就此坐守，还能多活一点时间。”李继韬不听。杨氏携带数十万两白银，贿赂李存勖身边的宦官、伶人，于是这些人都说：“李继韬是被身边小人所悟，自己没有什么恶意。”杨氏还贿赂皇后刘氏，于是刘氏也劝李存勖：“李嗣昭是功臣，要对他的后人宽容一些。”于是李存勖没有加罪，还让李继韬陪同射猎，十分亲近。但是李继韬得罪了李存渥，不能自安，便又贿赂宦官，想要归镇，李存勖不许。李继韬便联络李继远，让他制造兵变，自己可以借平叛之名回去，事泄，被李存勖斩于天津桥，李继远也被李存勖下令就地处死。
李继韬死后，李存勖重新任命李继俦为潞州节度使，不久又召其入京。李继俦便侵占李继韬留下的妻妾珍宝。其弟李继达对此不满，披麻戴孝，带领数百骑攻杀李继俦。节度副使李继珂则招募数千市人攻打李继达，李继达逃出城外自杀身亡。
天成初年，李继能鞭打其母亲的婢女至死被告发谋反，李继能与李继袭均被处死。
李嗣昭诸子最终只余李继忠一人幸免。

## 评价
《旧五代史》：嗣昭以精悍勤劳，佐经纶之业，终没王事，得以为忠，然其后嗣皆不 免于刑戮者，何也？盖货殖无穷，多财累愚故也。抑苟能以清白遗子孙，安有斯祸 哉！裴约以偏裨而效忠烈，尤可贵也。嗣本、嗣恩皆以中涓之效，参再造之功，故可附于兹也。
《新五代史》将李嗣昭列为李克用诸义子第二，仅次于唐明宗李嗣源。

## 民间故事
民间演义将李克用诸义子成为“十三太保”，李嗣昭是二太保，仅次于李嗣源。

## 延伸阅读
[在维基数据编辑]
 《舊五代史/卷52》，出自薛居正《舊五代史》
 《新五代史/卷36》，出自歐陽修《新五代史》